# سيجا جيم جير

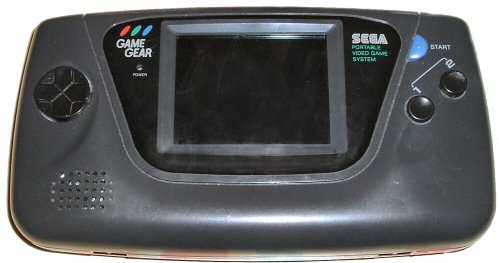
جهاز جيم جير

الـسيگا جيم جير (بالإنجليزية: Sega Game Gear ؛ باليابانية: ゲームギア) وهو جهاز محمول صغير ملون من شركة سيجا قوته 8 بت، أنتج هذا الجهاز في اليابان تاريخ 6 أكتوبر عام 1990.